# Otakar Vávra
Otakar Vávra (n. 28 februarie 1911, Hradec Králové, Boemia, Austro-Ungaria – d. 15 septembrie 2011, Praga, Republica Cehă) a fost un regizor de film, scenarist și profesor ceh.

## Biografie
Vávra a studiat arhitectura la  universitățile din Brno și Praga. În anii 1929-1930, în timp ce era încă student, el a participat la realizarea unor documentare și a scris scenarii de film. În 1931, el a realizat filmul experimental Světlo proniká tmou. Primul film pe care l-a regizat a fost Filosofská historie (1937).
Primul său film de lung metraj a fost Cech panen Kutnohorských (1938), având-o în rolul principal pe Zorka Janů, sora legendarei actrițe cehe Lída Baarová. Janů a mai jucat și în alte filme ale lui Vávra: Podvod s Rubensem și Pacientka Dr. Hegela, ambele din 1940. Baarová a jucat în filmele lui Vávra Panenství (1937), Maskovaná milenka (1939), Dívka v modrém (1939), și Turbína (1941).
După ce comuniștii au preluat puterea în 1948, Vávra s-a adaptat rapid la noul climat politic și a produs filme ce lăudau regimul actual și susținerea noua interpretare oficială a trecutului.
În anii 1950 el a realizat „Trilogia Husită”, una dintre operele sale cele mai cunoscute, formată din Jan Hus (1954), Jan Žižka (1955) și Proti všem (1957).
Atunci când guvernul a devenit mai liberal în anii 1960, filmele lui Vávra au intrat în cea mai prolifică perioadă, fiind produse atunci Zlatá reneta (1965), Romance pro křídlovku (1966), Kladivo na čarodějnice (1969) și apoi Komediant (1984). Filmul Romance pro křídlovku (1967) a fost prezentat la cea de-a cincea ediție a Festivalului Internațional de Film de la Moscova, unde a obținut Premiul de Argint. Filmul Dny zrady (1973) a fost prezentat la cea de-a opta ediție a Festivalului Internațional de Film de la Moscova, unde a obținut o diplomă specială. În 1979 el a fost membru al juriului la cea de-a 11-a ediție a Festivalului Internațional de Film de la Moscova.
Când comuniștii au căzut de la putere în 1989, subvențiile de stat pentru industria de film au fost retrase și planul lui Vávra pentru un film istoric intitulat Evropa tančila valčík a trebuit să fie anulat.
În anii 1950, Otakar Vávra, împreună cu un grup de regizori de film cehi, a înființat Facultatea de Film de la Academia de Arte din Praga (Filmová Akademia muzických umění sau FAMU), unde a predat timp de peste cinci decenii. Printre studenții săi au fost mai mulți regizori de filme de artă ai Noului Val Cehoslovac din anii 1960, inclusiv viitorul câștigător al Premiului Oscar Miloš Forman (Zbor deasupra unui cuib de cuci, Amadeus).

## Critici
Cariera de regizor de film a lui Otakar Vávra, întinsă pe durata a câtorva decenii, din anii 1930 până în anii 1990, este un exemplu al tradiției cinematografice central-europene. Această tradiție s-a încheiat în Germania și Austria la sfârșitul celui de-al Doilea Război Mondial și s-a încheiat în Republica Cehă după căderea Zidului Berlinului în 1989. Cam prin acea perioadă, Vávra a început să-și scrie autobiografia Podivný život režiséra (Viața stranie a unui regizor de film), care s-a încheiat cu „...și acum îmi aștept sfârșitul. Sfârșitul meu.” 
Otakar Vávra este numit adesea „părintele cinematografiei cehe”. În 2001, el a fost distins cu Leul Ceh (Český lev) pentru îndelungata sa contribuție la cultura cehă. În 2004, el a primit Medalia prezidențială de Merit (Medaile za zásluhy).
Criticii lui Vávra evidențiază dorința lui de a se adapta regimului comunist. Într-un articol din 2003 („Playing the Villain”, The Globe and Mail, 15 mai 2003) despre filmul său documentar, Hitler and I pe care l-a turnat la Praga, David Cherniack a descris următoarea întâlnire cu fostul său profesor de la FAMU:
„Deoarece a trăit patru ani într-un stat polițienesc și a văzut alegerile dificile pe care le fac oamenii între scopuri și mijloace, am decis să-i iau un interviu profesorului meu de la academie, artistul național Otakar Vávra. Acum în vârstă de 92 de ani, dar încă foarte ager, Vávra a făcut 50 de filme de lung metraj sub fiecare regim începând din anii 1930, inclusiv în cei șapte ani ai ocupației naziste. Deși el susține că a slujit cinematografia și publicul făcând minimul necesar pentru a coopera, alții sunt de părere că el s-a servit pe sine. Filmele sale pe care le-am văzut tind să fie mai degrabă lecții de istorie.

L-am întâlnit la restaurantul teatrului unde ia prânzul în fiecare zi și încă își desfășoară activitatea. În spatele fanfaronadei și intelectului extrem de ager, încă foarte prezent, eu simt un bătrân trist și izolat care simte că ar trebui să se bucure de admirația țării sale și să nu fie atât de ignorat așa cum este. Propriul meu Fritz Gerlich (un redactor de ziar catolic executat la Dachau în timpul Noaptea Cuțitelor Lungi) a fost profesorul nostru asistent, regizorul Noului Val Evald Schorm. Spre deosebire de Vávra, el a refuzat să semneze un document prin care se declara de acord cu ocuparea țării în 1968 de către Pactul de la Varșovia. Schorm s-a dus la propriul său Dachau. El a fost forțat să părăsească școala și cinematografia și să se mute la Brno. Unul dintre actorii cehi de pe platourile de filmare îmi spune că a murit ca un om amărât cu puțin timp înainte de Revoluția de Catifea. Realitatea este întotdeauna mai complexă decât poveștile pe care le relatăm.”
Filmul Krakatit (1948) este inspirat din romanul omonim din 1924 al lui Karel Čapek și conține un puternic mesaj anti-război. El se referă la inventatorul unui explozibil, care încearcă să-și păstreze invenția lui ascunsă de cei care doreau să-l folosească pentru a conduce lumea. Filmul original în alb-negru a fost urmat în 1980 de un remake în culori, Temné slunce, care aduce povestea în epoca modernă. Versiunea de mai târziu este văzută, în general, este văzut ca unul dintre cele mai mici eforturi de producție ale lui Vávra.
Cel mai apreciat film al lui Otakar Vávra este considerat a fi Romance pro křídlovku (1966). Acest film alb-negru este inspirat dintr-un poem al poetului liric ceh František Hrubín și se referă la o dragoste de vară nefericită dintre doi tineri îndrăgostiți ce provin din medii diferite.

## Filmografie
- 1931 Lumina străbătând întunericul (Světlo proniká tmou) - documentar
- 1934 Noi trăim în Praga (Žijeme v Praze)
- 1935 Listopad
- 1937 Virginitatea (Panenství)
- 1937 Poveste filozofică (Filosofská historie)
- 1938 Na 100%
- 1939 Humoresca
- 1939 Kouzelný dům
- 1939 Cămila prin urechea unui ac (Velbloud uchem jehly)
- 1938 Cech panen kutnohorských
- 1939 Humoreska

- 1940 Amanta mascată (Maskovaná milenka)
- 1940 Dívka v modrém
- 1940 Pohádka máje
- 1940 Podvod s Rubensem
- 1940 Pacienta doctorului Hegl (Pacientka Dr. Hegla)
- 1941 Turbina
- 1942 Přijdu hned
- 1942 Okouzlená
- 1943 Călătorie fericită (Šťastnou cestu)
- 1945 Vlast vítá
- 1945 Rozina sebranec (Rozina sebranec)
- 1946 The Adventurous Bachelor (Nezbedný bakalář)
- 1946 Cesta k barikádám
- 1947 Vârsta primejdioasă (Předtucha)
- 1948 Krakatit
- 1949 Baricada mută (Němá barikáda)
- 1949 Láska

- 1953 Nástup
- 1954 Jan Hus
- 1955 Jan Žižka
- 1957 Împotriva tuturor (Proti všem)
- 1958 Občan Brych
- 1959 První parta
- 1960 Srpnová neděle
- 1960 Stare de asediu (Policejní hodina)
- 1961 Oaspete de noapte (Noční host)
- 1962 Horoucí srdce
- 1965 Mărul de aur (Zlatá reneta)
- 1967 Romanță pentru trompetă (Romance pro křídlovku)
- 1968 Třináctá komnata
- 1970 Vânătoarea de vrăjitoare (Kladivo na čarodějnice)
- 1973 Zilele trădării (Dny zrady)
- 1974 Sokolovo
- 1977 Eliberarea orașului Praga (Osvobození Prahy)
- 1977 Poveste de dragoste și onoare (Příběh lásky a cti)
- 1980 Temné slunce
- 1983 Putování Jana Ámose
- 1984 Komediant
- 1985 Veronika
- 1985 Oldřich a Božena
- 1989 Evropa tančila valčík
- 2003 Moje Praha

## Vezi și
- Listă de regizori cehi
- Martin Frič